# مسطرين

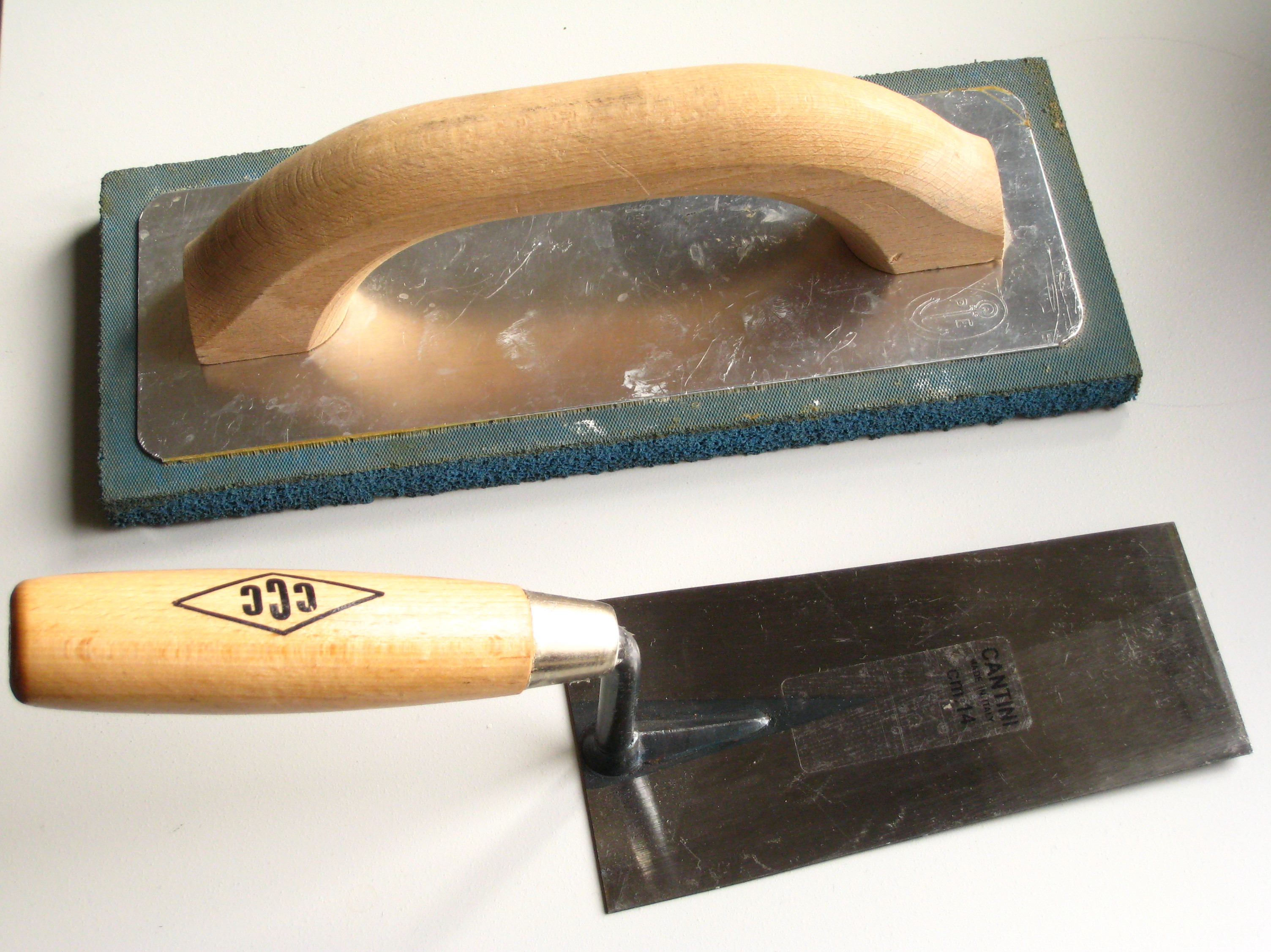
المالج في الأعلى، والمسطرين في الأسفل.

المسطرين (الجمع: مَسْطَرِيْنَات) أو المِسْيَعَة (الجمع: مَسَايِع) هي أداة يدوية تستخدم في أعمال البناء، تشبه المُلوِّق (أو سكينة المعجون) المصنوعة من الصلب أو الخشب الصَلب أو البلاستيك أو المطاط و هي رباعية الزوايا تستخدم أولاً لحمل الملاط أو القصارة و خلطات أخرى.
و هي مزودة بمقبض من الخشب أو من مادة بلاستيكية مثبته على الوجه المقابل للوجه المستخدم في العمل.
للتشطيبات الخاصة تتوفر مسطرين ذات سطح مكسو بطبقة مسامية مقاومة للاحتكاك.
المسطرين الأصغر حجماً، مربع الشكل و كذلك مثلث الشكل يسمى مسطرين صغير.

## التأثيل
مسطرين كلمة معربة من الكلمة اليونانية mysterion وتعني ملعقة في اليونانية القديمة والمالج في الحديثة.

## وصلات خارجية
- Arab Architecture

## اقرأ أيضاً
- البناء
- عمارة ما قبل التاريخ
- عمارة العناصر الأربعة
- التصميم بمساعدة الحاسوب